# Kasteel van Laclaireau

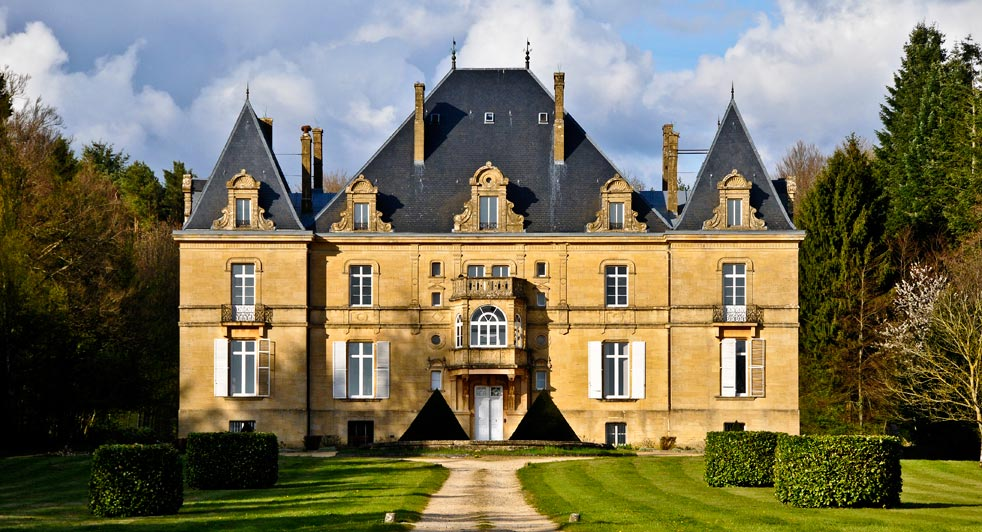
Kasteel van Laclaireau

Het kasteel van Laclaireau is een kasteel in het dorp Ethe in de provincie Luxemburg. Het werd gebouwd tussen 1852 en 1855 door graaf Camille de Briey (1799-1877). De architectuur van kasteel is beïnvloed door de Franse en Russische renaissance.
Het eerste kasteel gebouwd in 1640 was een hoofdgebouw met 2 vleugels rondom een plein omringd door een gracht. Het was een residentieel kasteel van de familie Lespine van Laclaireau, eigenaar van de hoogoven en smederij in Laclaireau. Charlotte de Lespine de Laclaireau de Beaufort trouwde met Louis Giraud Nicolas, graaf van Briey, baron van Landres. Tijdens de Franse Revolutie, op 16 april 1794, werd het kasteel in brand gestoken door de Franse troepen.
Kleinzoon Camille Hyacinthe Louis, graaf van Briey, senator, minister van Buitenlandse Zaken in de regering 1841-1845 van Jean-Baptiste Nothomb en nadien diplomaat, bouwde vanaf 1852 het huidige kasteel, het nieuwe Laclaireau.